# منیزیم سالیسیلات

منیزیم سالیسیلات(به انگلیسی: Magnesium salicylate) یک مسکن رایج و داروی ضدالتهاب غیراستروئیدی (NSAID) است که برای درمان دردهای اسکلتی عضلانی خفیف تا متوسط مانند در تاندون‌ها و عضلات استفاده می‌شود. همچنین برای درمان درد مفاصل مانند آرتریت، کمردرد عمومی، و سردرد استفاده می‌شود.
این دارو در انواع داروی‌های بدون نسخه (OTC) یافت می‌شود، به ویژه در قرص Doan's Pills، به عنوان یک ضد التهاب، که عمدتاً برای تسکین کمردرد کاربرد دارد. منیزیم سالیسیلات می‌تواند یک جایگزین مؤثر در داروی‌های بدون نسخه دسته NSAIDها، با اثرات ضدالتهابی و تسکین درد باشد.